# Тори ди Куартезоло
То̀ри ди Куартезо̀ло (на италиански: Torri di Quartesolo; на венециански: le Tòri, ле Тори) е град и община в Северна Италия, провинция Виченца, регион Венето. Разположен е на 30 m надморска височина. Населението на общината е 11 809 души (към 2015 г.).